# Miletus dryone
Miletus dryone är en fjärilsart som beskrevs av Smith och Kirby. Miletus dryone ingår i släktet Miletus och familjen juvelvingar. Inga underarter finns listade i Catalogue of Life.